# Albert Le Tyrant
Albert Le Tyrant (* 12. September 1946) ist ein französischer Bogenschütze.
Le Tyrant nahm an den Olympischen Spielen 1976 in Montréal teil und belegte den 12. Platz. Durch den Boykott Frankreichs der Spiele 1980 verpasste er einen zweiten Olympiaeinsatz. 1977 und 1979 war er WM-Teilnehmer, dreimal in Folge nahm er bis 1980 an Europameisterschaften teil. Im Jahr 1977 war er auch französischer Meister. Nach seiner aktiven Laufbahn blieb er dem Bogenschießen als Funktionär der Fédération de Tir à l'Arc treu.